# Михеева, Тамара Витальевна
Тамара Витальевна Михеева — российская детская писательница.

## Творческая биография
Родилась в 1979 году в уральском городе Усть-Катаве.
Окончила Литературный институт им. А. М. Горького (семинар М. П. Лобанова, посещала дополнительно семинар по детской литературе А. П. Торопцева и Р. С. Сефа). Была участницей семинаров молодых писателей, пишущих для детей в Тарханах (2008 г.), Старой Руссе (2009 г.), Мелихово (2010 г.), Карабихе (2011 г.), Константиново (2012 г.); участницей Форума молодых писателей в Липках 2009—2011 гг; участницей фестиваля «Молодые писатели вокруг ДЕТГИЗа».
В 2007 году Тамара Михеева стала лауреатом Национальной премии «Заветная мечта» за повесть «Асино лето», в 2008-м — лауреатом литературной премии имени С. В. Михалкова за сборник «Юркины бумеранги». Кроме того, в 2010 г. получила поощрительную награду конкурса имени Сергея Михалкова за повесть «Лёгкие горы».
Тамара Михеева — член Содружества детских писателей Урала, восемь лет была членом жюри премии им. В. П. Крапивина.

## Публикации
Детские рассказы Тамары Михеевой печатались в журналах «Кукумбер», «Чиж и Ёж», «Вездепрыг», «Урал», «Север»; в сборниках «Волшебный буфет», «Новые писатели — 2009», «Как хорошо», «Белый бор», «Уроки отменяются», «Мальчики и девочки», «Новые имена в детской литературе».
«Две дороги — один путь», «Лысый остров» (изд. «Римиз», Москва, 2005);
«Летние истории», «Асино лето» (Издательство Марины Волковой, Челябинск, 2008),
«Две дороги — один путь», (изд. «Вагриус» — Фонд СЭИП, Москва, 2009);
«Не предавай меня!» (изд. «Аквилегия-М», Москва, 2010, 2011);
«Лёгкие горы» (Издательский дом Мещерякова, Москва, 2012, 2013);
«Когда мы остаемся одни» (изд. «Акгвилегия-М», Москва 2013);
«Асино лето» (изд. «КомпасГид», Москва, 2013);
«Юркины бумеранги» (изд. «Детская Литература», Москва, 2014);
«Жили-были карандаши» (изд. «Речь», 2015);
«Дети дельфинов» (изд. «КомпасГид», Москва, 2015);
«Шумсы — хранители деревьев» (изд. «Векутор-детство», 2015);
«Шумсы и Почти Сосновый Лес» (изд. «Вектор-детство», 2016);
«Шумсы. Большое путешествие» (изд. «Качели», 2016);
«Бельчонок Тинки» (изд. «Речь», СПб, 2016);
«Тиграш» (изд. «Качели», 2016);
«Ёлочная история» (изд. «Качели», 2017);
«Друг с далёкой планеты» (изд. «Качели», 2017);
«Островитяне» (изд. «КомпасГид», Москва, 2017).
Фэнтези-цикл «Семь прях» (изд. «Абрикобукс», Москва, 2019—2024)
«Шесть миллионов моих шагов» (изд. «Пять четвертей», Москва, 2022)
«Тайник в доме художника» (изд."Пять четвертей", Москва, 2021)
«Вертушинки» (изд. «Пять четвертей», Москва, 2021)
«Легкие горы» (изд. «Речь», СПб, 2022)
«Ула-Луна и ее море» (изд. «Речь», СПб, 2023)